# Cementerio Inglewood Park

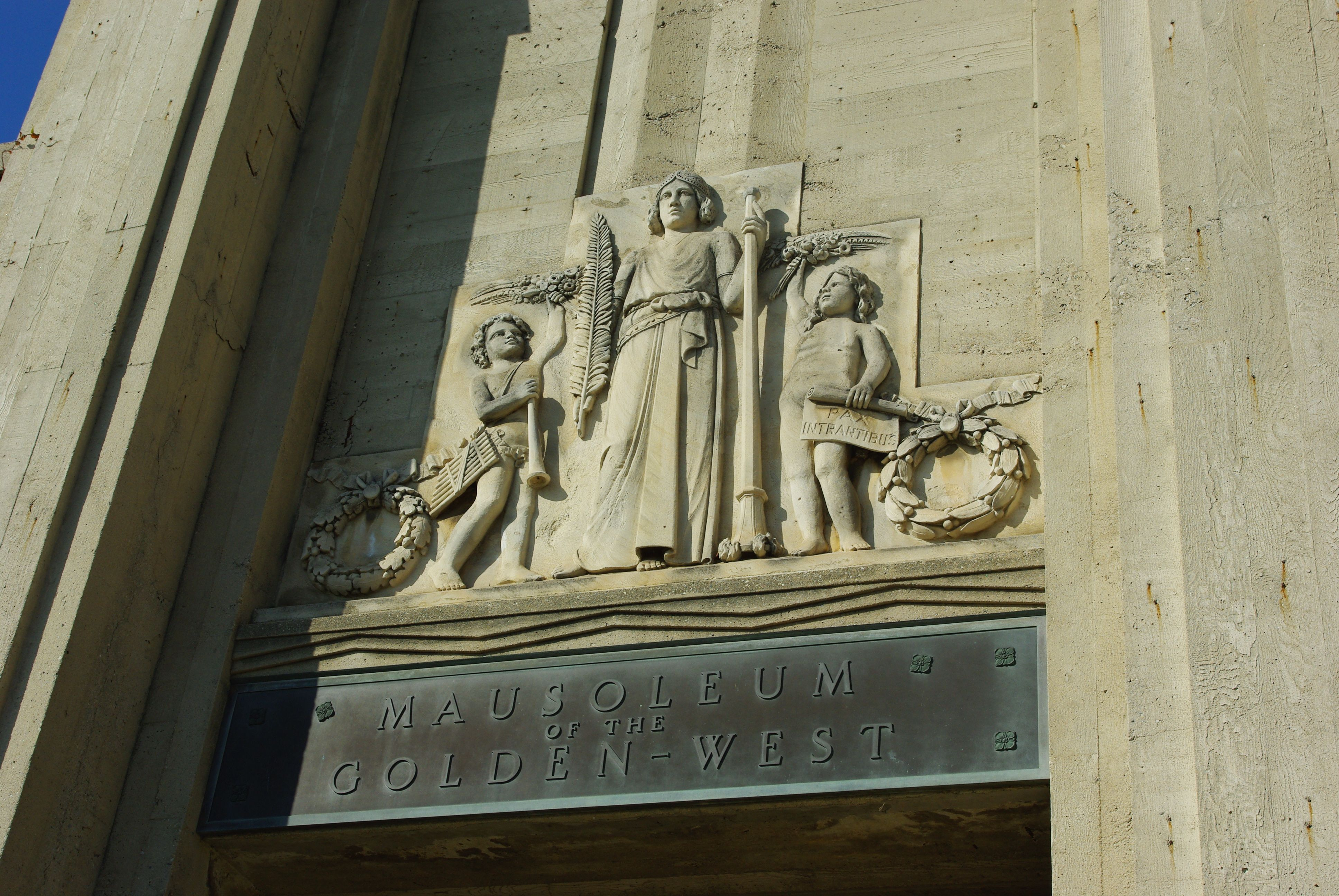
Uno de los mausoleos en el cementerio Inglewood Park.

El cementerio Inglewood Park (En Inglés: Inglewood Park Cemetery) es un cementerio localizado en Inglewood (California). Fundado en 1905, hay una gran cantidad de famosos enterrados, incluyendo personajes del entretenimiento, los deportes y la ciencia. 

## Lista de famosos enterrados en Inglewood Park
(Lista parcial)

## A
- George Adams (1910-1979), King of Gypsies
- Coit Albertson (1880-1953), actor
- Cora Alcindor (1918-1997), madre de Kareem Abdul Jabar

## B
- Chet Baker (1929-1988), trompetista de jazz
- Reginald Barker, director de cine.
- Ricky Bell (1955-1984), jugador de fútbol americano
- Edgar Bergen (1903-1978), ventrilocuo
- Frances Bergen (1922-2006), actriz
- Wally Berger (1905-1988), jugador de béisbol
- Paul Bern (1885-1937), director y exmarido de Jean Harlow
- Richard Berry (1935-1997), compositor y cantante
- Margaret Booth (1898-2002), autor
- Lyman Bostock (1950-1978), jugador de béisbol
- Fletcher Bowron (1887-1968), alcalde de Los Ángeles y juez
- Tom Bradley (1917-1998), alcalde de Los Ángeles
- Charles Brown (1922-1999), cantante
- Nacio Herb Brown (1896-1964), compositor y exmarido de Anita Page
- Carolyn Craig (1934-1970), actriz
- John Bullock (1871-1933), department store founder

## C
- Bebe Moore Campbell (1951-2006), autor
- Cesare Cardini (1896-1956), creador de la ensalada César
- Norman Spencer Chaplin (7/7/1919-10/7/1919), hijo de Charlie Chaplin, llamado "El ratoncito"
- Ray Charles (1930-2004), cantante
- Thornton Chase (1847-1912), Bahá'í
- James Cleveland (1931-1991), cantante, compositor y arreglista de góspel
- Johnnie Cochran (1937-2005), abogado
- Ray Corrigan (1902-1976), actor
- Pee Wee Crayton (1914-1985), guitarrista y cantante de blues
- Sam Crawford (1880-1968), jugador de béisbol

## D
- Julian Dixon (1934-2000), congresista
- Badja Djola, actor
- William Duncan (1879-1961), actor

## E
- Edwin Duncan Emmons (1935-2005), piloto de carreras
- Etta James (1938-2012),  cantante de soul, jazz y rhythm and blues

## F
- Louise Fazenda, actriz
- Madalynne Field, actriz
- Ella Fitzgerald (1917-1996), cantante de jazz
- Curt Flood (1938-1997), jugador de béisbol
- Lowell Fulson (1921-1999), músico de blues

## G
- Hoot Gibson, actor
- Jim Gilliam, jugador de béisbol
- Betty Grable, actriz
- Ferde Grofé, compositor
- Cornell Gunther, cantante y miembro de The Coasters

## H
- Jester Hairston, actor y músico
- Robin Harris, actor
- Helen Humes, cantante de jazz
- Flo Hyman, jugadora de voleibol

## J
- Bud Jamison, actor
- James J. Jeffries, campeón del mundo de los pesos pesados de boxeo

## K
- Robert Kardashian, abogado
- Cecil Rhodes King, congresista de los Estados Unidos

## L
- Allan Lane, actor
- Walter Lang, director de cine
- Lucille La Verne, actriz
- Gypsy Rose Lee, actriz y bailarina

## M
- D'Urville Martin, actor, productor y director
- Fred McMullin, jugador de béisbol
- Louis Meyer, piloto de carreras
- Cleo Moore, actriz
- Ernie Morrison, actor

## O
- Fred Offenhauser, automotive inventor

## P
- LaWanda Page, actriz
- John Parsons (piloto), piloto de carreras
- George H. Peck, real estate broker & developer
- Billy Preston, músico de soul
- George Washington Prince, congresista de los Estados Unidos

## R
- Ray Charles, cantante
- Robert Riskin, guionista
- Sugar Ray Robinson, campeón del mundo de los pesos pesados de boxeo
- César Romero, actor
- Robert Kardashian, abogado.

## S
- Evelyn Selbie, actriz
- Frank L. Shaw, alcalde de Los Ángeles
- Charles A. Siringo, autor
- Myrtle Stedman, actriz
- Slim Summerville, actor
- (Sugar ray Robinson),Boxeador

## T
- Billie "Buckwheat" Thomas, actor
- Big Mama Thornton (Willie Mae Thornton), cantante y compositora
- David Torrence, actor

## W
- T-Bone Walker, músico de blues
- Bobby Wallace, jugador de béisbol
- Larry Williams, cantante y actor
- Paul Williams, arquitecto
- John Downey Works, Senador de los Estados Unidos
- Syreeta Wright, cantante y compositora

## Y
- Carleton G. Young, actor